# Sunchon
Sunch'ŏn là một thành phố thuộc tỉnh Pyongan Nam, Cộng hòa Dân chủ Nhân dân Triều Tiên. Dân số thành phố khoảng 437.000 người, thành phố có nhiều nhà máy chế tạo. Trung tâm thành phố có tọa độ 39°25′B 125°56′Đ / 39,417°B 125,933°Đ.
Tháng 12 năm 1951, trận không chiến Sunchon diễn ra gần Sunchon giữa Không quân Hoàng gia Úc với liên minh CHDCND Triều Tiên - Trung Quốc và Liên Xô.